# M-MSV
「M-MSV（ミッシングモビルスーツバリエーション）」は、『ガンダムシリーズ』のうち宇宙世紀を舞台とする作品に登場する人型機動兵器「モビルスーツ (MS)」のメカニックデザイン企画である。バンダイ発行の雑誌『SD CLUB』で1990年に連載されたが、当時のタイトルは「モビルスーツコレクション 大河原邦男MS最新設定集」であった。

## 概要
本企画は、宇宙世紀において本来は秘匿とされていたが、情報公開法の改正によって公開された「失われたモビルスーツバリエーション」という設定である。これまでアニメで公開された作品ごとのMSV（「Ζ-MSV」など）とは異なり、第1作のテレビアニメ『機動戦士ガンダム』から劇場アニメ『機動戦士ガンダム 逆襲のシャア』までのMSを対象としている。
企画はバンダイ（当時）の「にゃご神」こと土信田一善が担当。それ以前から担当していた『ガシャポン戦士』で商品化するMSが底を突いたために企画された。当時までのMSの設定を整理して、文字設定はあるが具体化されていないMSを一覧にし、サンライズ（当時）の井上幸一にもちかけた。さらにそれまでに登場したMSの系統図を作成して「抜けているもの（隙間）」をピックアップしているため、既存の機体のプロトタイプ、量産型、そして「フルアーマー」が多い。設定の整合を重視し、勝手に新しいMSやヒーローロボットを創造することはしないという感覚はスタッフ全体にあったという。なお、土信田はその後ホビー事業部に異動して『NEW MSVハンドブック』による『機動戦士Vガンダム』MSVの設定を担当している。
実際の制作やデザインは「タスクフォース（マインド）」という会社により、ほかにスタジオ・ハードも手伝っている。チェックはまず井上がおこない、その後大河原がチェック・加筆修正をしており、誰がどのMSのどこを担当したかは不明であるという。
これらはバンダイ発行の雑誌『SDクラブ』（No.8-14）にて連載され、発表機体を題材にその活躍を描いた小説『モビルスーツコレクション・ノベルズ』（No.8-14）や漫画『シークレットフォーミュラ』（No.13-19）などの関連作品も併せて発表された。

## 設定されたモビルスーツ

### 一年戦争
名称の後に「●」の付いている機体は『MSV』までに文字設定のみ存在していた機体である。
ジオン公国軍
- MS-04 プロトタイプザク　●
- MSM-02 水中実験機　●
- MSM-03-1 プロトタイプゴッグ
- MS-06R-3S 高機動型ザク（ゲルググ先行試作型）　●

地球連邦軍
- RX-77-1A ガンキャノンA
- RX-78-4 ガンダム4号機　●
- RX-78-5 ガンダム5号機　●
- RX-78-6 ガンダム6号機　●
- RX-78-7 ガンダム7号機　●
- FA-78-3 フルアーマーガンダム7号機
- FHA-78-3 重装フルアーマーガンダム
- RGM-79F 陸戦用ジム
- RGM-79 デザート・ジム
- RAG-79 アクア・ジム[3]
- RAG-79-G1 水中型ガンダム
- RX-81ST スタンダード　●[4]
- RX-81LA ライトアーマー

### グリプス戦役〜シャアの反乱
ティターンズ
- MRX-007 プロトタイプサイコガンダム
- MRX-011 量産型サイコガンダム

エゥーゴ、カラバ
- RX-098 プロトタイプ・リック・ディアス
- FA-100S フルアーマー百式改
- MSK-100S 陸戦用百式改
- FA-007GIII フルアーマーガンダムMk-III
- MSZ-009 プロトタイプΖΖガンダム
- MSZ-013 量産型ΖΖガンダム

地球連邦軍
- RX-94 量産型νガンダム

## モビルスーツコレクション・ノベルズ
バンダイ発行の雑誌『SDクラブ』にて連載された小説作品。『M-MSV』で企画されたMSの活躍を描いたオムニバス形式の内容で、全7作が発表された。1〜3作は沢藤健、4〜7作は境秀樹がそれぞれ執筆を担当している。
連載誌の休刊のため未だに単行本化されていない。また、現在のガンダムシリーズとは設定面で矛盾点もあり、特に第2作「ア・バオア・クー攻防戦」はゲーム『機動戦士ガンダム めぐりあい宇宙』内の外伝作品『機動戦士ガンダム外伝 宇宙、閃光の果てに…』の題材となるものの、前述のデザインや設定の変更の影響からか大幅に内容が改変されており、わずかにゲーム内のifルートとして名残を示す程度である。

### 作品一覧
- Act.1 破滅の機体 （SDクラブ No.8）

一年戦争後、「プロトタイプサイコガンダム」の運用テストにおいて、ユウジ・シイナ中尉とムラサメ研究所の強化人間サード・ムラサメの模擬戦を描いた内容。
- Act.2 ア・バオア・クー攻防戦 （SDクラブ No.9）

一年戦争終盤、ア・バオア・クー攻略作戦で投入された「ガンダム4号機・5号機」とそれを迎え撃つバルスト中佐の「ビグロ改」の戦いを描いた内容。
- Act.3 宇宙の咆哮 （SDクラブ No.10）

グリプス戦役、アレキサンドリア級4番艦メソポタミアにおいて、「プロトタイプΖΖガンダム」の高機動分離テスト中に発生した騒動を描いた内容。
- Act.4 砂漠の狐 （SDクラブ No.11）

一年戦争後半、オデッサ作戦後ジオン軍の反抗作戦の噂を知った「デザート・ジム」乗りハンスと「砂漠の狐」の異名を持つ名将デザート・ロンメルの戦いを描いた内容。
- Act.5 宿敵の幻影 （SDクラブ No.12）

グリプス戦役初頭、「ガンマガンダム」（プロトタイプ・リック・ディアス）のシミュレーションに参加するクワトロ・バジーナを描いた内容。
- Act.6 Fifty-Fifty （SDクラブ No.13）

一年戦争、ジャブローの戦いで友人を失った過去を引きずる「水中型ガンダム」乗りキースと、「アクアジム」乗りキムとの交流を描いた内容。
- Act.7 閃光の源 （SDクラブ No.14）

一年戦争後半、「高機動型ザク（ゲルググ先行試作型）」の運用実験に携わるトーマス・マイヤー軍曹とウエノ技術大尉を描いた内容。